# 泉州公交705路
泉州公交705路是中华人民共和国泉州市境内的一条公共交通线路，全程27.2公里。起讫点为陈坝村至五中台投分校，运营时间为陈坝村：6:30-17:00；五中台投分校：8:00-17:00

## 历史
- 2016年3月29日，泉州公交发展有限公司（公交集团前身）发布开通705路的通知[1]
- 2016年3月31日，705路正式开通。初期运营区间为洛阳村-惠台中路。初期运营时间为洛阳村6:50-17:30、惠台中路7:40-18:10。使用车辆为2部大金龙XMQ6762NEG3型柴油空调公交车[2][3]
- 2016年5月，705路接手并增加自K503路退下的2部大金龙XMQ6762NEG3，配车数增加至4部
- 2018年1月20日，705路接手并更换自K508路退下的4部恒通CKZ6851HNA5型LNG空调公交车。原有4部XMQ6762NEG3退役。
- 2018年8月21日，705路全线更换为2部中车时代TEG6851BEV09型空调电动巴士，并退下4部CKZ6851HNA5[4]
- 2019年1月1日，因优化调整，705路自洛阳村经由洛阳大道、东雁路延伸至台商公交站始发终到。首末班时间和票价不变[5]
- 2020年1月26日，为配合惠安县交通局及台投区规划建设与交通局关于新型冠状病毒肺炎防控要求。705路自当日14:00起暂停运行至2月17日。[6][7]
- 2020年2月18日，705路恢复运营
- 2020年12月20日，705路接手并更换自711路退下的2部恒通CKZ6851HNA5，原配两部中车时代TEG6851BEV09调配至K20路用以增加运能。.
- 2021年9月13日，应台商投资区疫情应急指挥部要求。自当日16:20起，705路暂停运营至9月30日。[8]
- 2021年10月1日，705路恢复运营。
- 2022年3月16日，因疫情防控要求暂停中心市区范围内所有公交线路运营。705路自当日首班起再次暂停运营至4月18日。[9]
- 2022年4月19日，705路再次恢复运营。[10]
- 2022年6月15日，自该日起705路与711路合并。运营区间改为陈坝村-五中台投分校，取消途径台商公交站、东雁路、惠台西路、惠台中路、江锦路、东纬三路。改为途径南北主干道、东西主干道、滨湖东路、亚艺街、滨湖南路、杏秀路、学堂南街至五中台投分校始发终到。运营时间变更为陈坝村8:00-18:10、五中台投分校6:30-17:00，票价不变。[11]
- 2022年12月30日，自该日起台商行政服务中心更名为台商政务服务中心站。[12]
- 2024年12月1日，705路接手并更换自703路、704路退下的5部福田BJ6650EVCA-8型空调电动巴士，原配5部CKZ6851HNA5退役。

## 站点
| 路线 | 路线 | 路线 | 所在地区、街道 | 所在地区、街道 | 站点名           | 备注                  |
| ---- | ---- | ---- | -------------- | -------------- | ---------------- | --------------------- |
|      |      |      | 台投区         | 洛河路         | 陈坝村           | 起讫站                |
|      |      |      | 台投区         | 洛河路         | 陈坝村委         |                       |
|      |      |      | 台投区         | 洛河路         | 桥透村           |                       |
|      |      |      | 台投区         | 洛河路         | 下尾村           |                       |
|      |      |      | 台投区         | 洛河路         | 下星村           |                       |
|      |      |      | 台投区         | 洛河路         | 庄兜村           |                       |
|      |      |      | 台投区         | Y161           | 陈青山纪念馆路口 |                       |
|      |      |      | 台投区         | 洛河路         | 云庄村口         |                       |
|      |      |      | 台投区         | 洛河路         | 云庄老人协会     |                       |
|      |      |      | 台投区         | 洛河路         | 云庄村委会       |                       |
|      |      |      | 台投区         | 洛河路         | 洛阳凤山寺       |                       |
|      |      |      | 台投区         | 洛河路         | 洛河路南段       |                       |
|      |      |      | 台投区         | 洛河路         | 洛阳三角牌       |                       |
|      |      |      | 台投区         | 洛阳大道       | 洛阳村           |                       |
|      |      |      | 台投区         | 洛阳大道       | 洛阳镇政府       |                       |
|      |      |      | 台投区         | 洛阳大道       | 华光学院         | 原名 洛阳屿头         |
|      |      |      | 台投区         | 洛阳大道       | 白沙路口         |                       |
|      |      |      | 台投区         | 洛阳大道       | 前园             |                       |
|      |      |      | 台投区         | 洛阳大道       | 下曾             | 森美                  |
|      |      |      | 台投区         | 南北大道       | 马山             | 原名 马山村口         |
|      |      |      | 台投区         | 南北大道       | 牛坑村口         |                       |
|      |      |      | 台投区         | 南北大道       | 浦庄村口         |                       |
|      |      |      | 台投区         | 南北大道       | 凤浦村口         |                       |
|      |      |      | 台投区         | 南北大道       | 台商公安分局     |                       |
|      |      |      | 台投区         | 滨湖东路       | 海丝公园西门     |                       |
|      |      |      | 台投区         | 亚艺街         | 台商宝龙广场     |                       |
|      |      |      | 台投区         | 滨湖南路       | 后海路口         |                       |
|      |      |      | 台投区         | 滨湖南路       | 台商政务服务中心 | 原名 台商行政服务中心 |
|      |      |      | 台投区         | 滨湖南路       | 加坑路口         |                       |
|      |      |      | 台投区         | 杏秀路         | 台投区管委会     |                       |
|      |      |      | 台投区         | 学堂南街       | 五中台投分校     | 起讫站                |

## 票价
705路计价方式为一票制，票价¥2.0。
- 泉通卡普通卡9折，月票卡乘坐刷1次。敬老卡、爱心卡有效
- 可使用泉城通APP及支付宝、云闪付、微信乘车码支付

## 配车
705路配车数总计5部，其中：
- 福田BJ6650EVCA-8  5部

- 大金龙XMQ6762NEG3
（2016.3 - 2018.1）
- 恒通CKZ6851HNA5
（2018.1 - 2018.8 / 2020.12 - 2024.11）
- 中车时代TEG6851BEV09
（2018.8 - 2020.12）
- 福田BJ6650EVCA-8
（2023.6 - ）

## 相关
- 泉州公交线路列表